# Coua cristata
Coua cristata là một loài chim trong họ Cuculidae.

## Hình ảnh

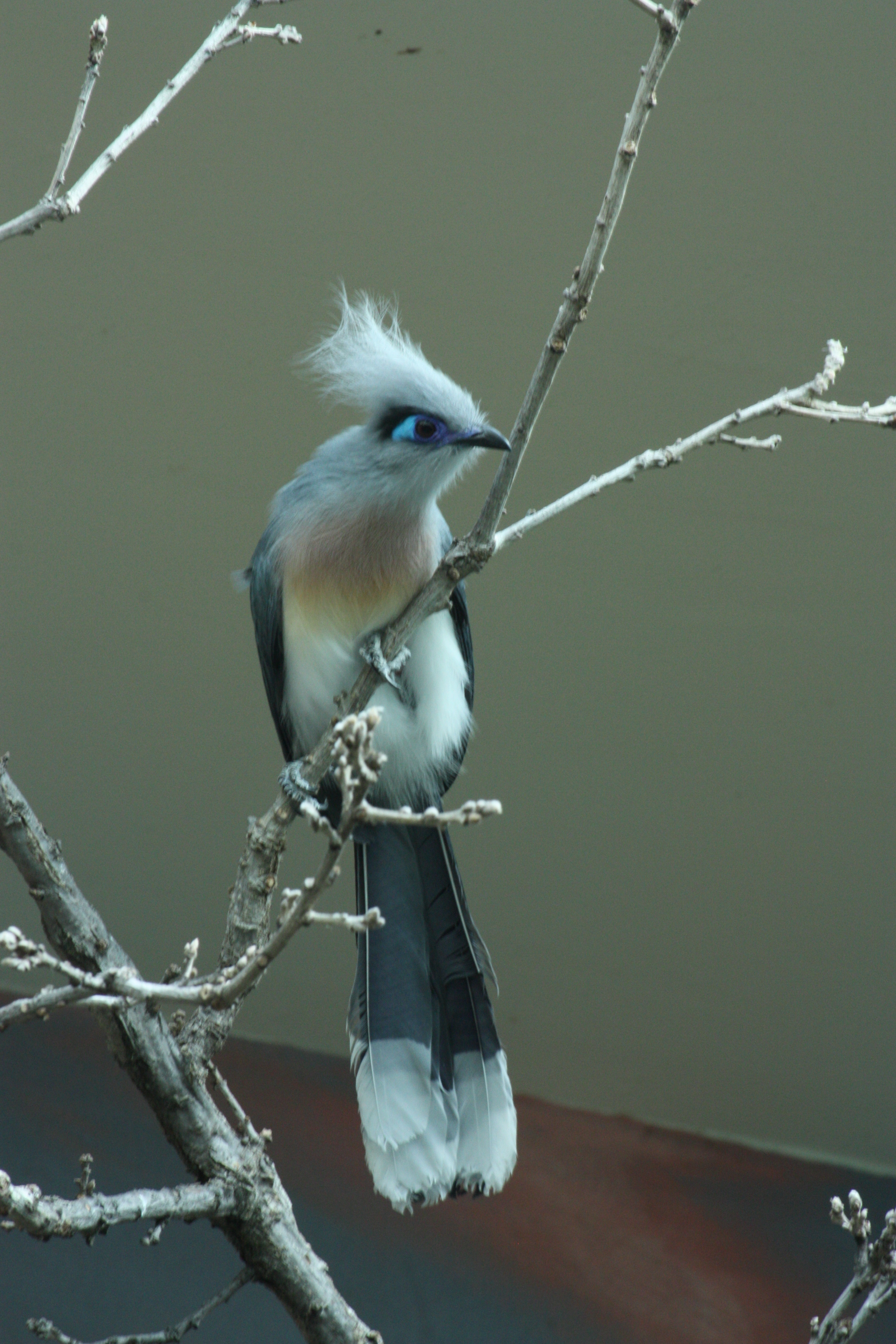
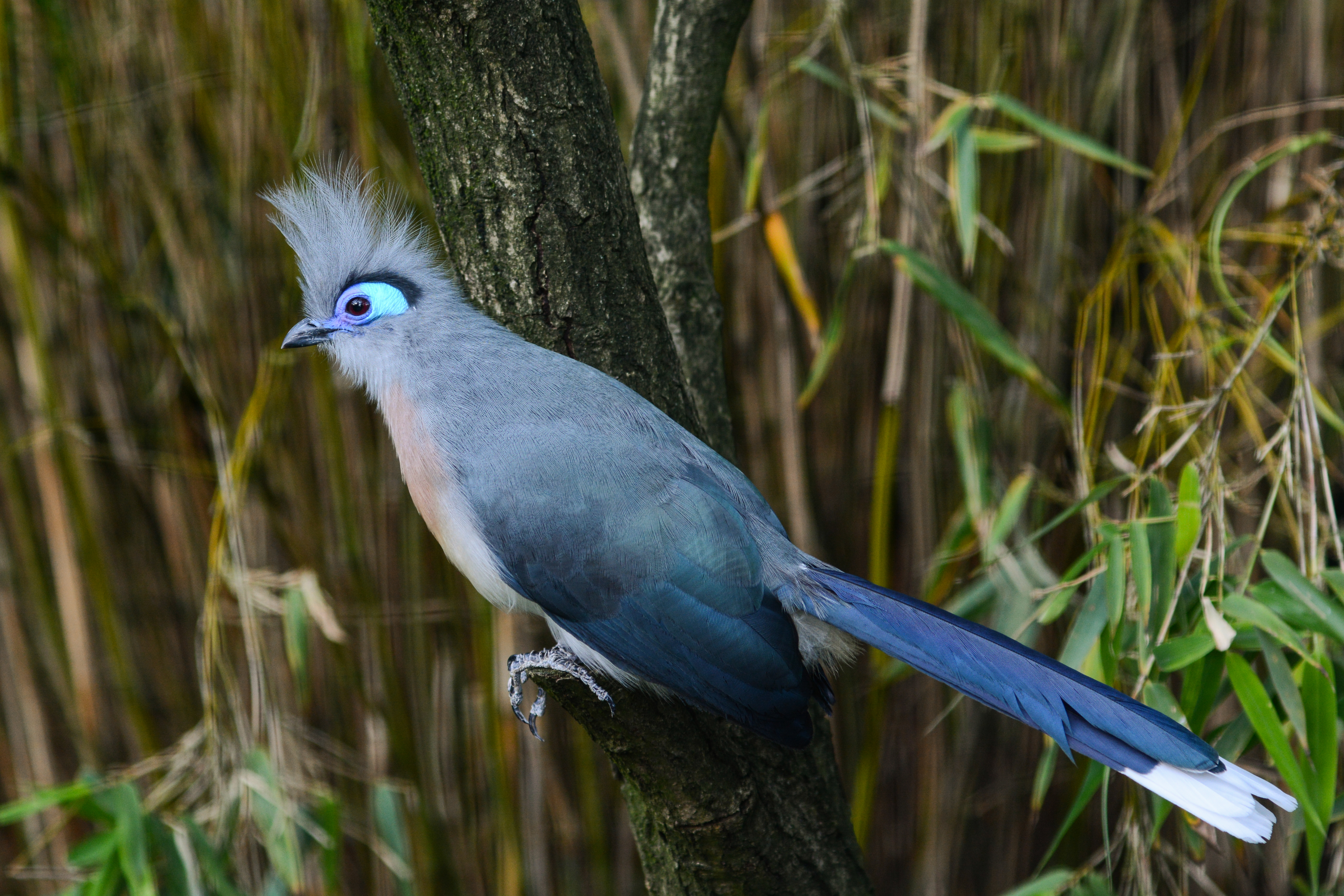